# Angelo Ruggeri
Angelo Ruggeri (Grontardo, 5 gennaio 1935 – Bellinzona, 8 febbraio 2019) è stato un calciatore italiano, di ruolo attaccante.

## Carriera
Nella stagione 1961-1962 ha messo a segno 2 reti in 18 presenze nel campionato di Serie B con il Parma. Nelle stagioni 1964-1965 e 1967-1968 ha giocato nella prima divisione svizzera, per un totale di 33 presenze e 7 reti in questa categoria.